# Струиндол
Стру̀индол е село в Северозападна България, община Белоградчик, област Видин.

## География
Село Струиндол се намира в Западния Предбалкан, на около 9 км северозападно от Белоградчик и 5 км югозападно от село Рабиша. Съседни на Струиндол са селата Вѐщица – на около 1,5 км североизточно, Ошане – на 2 – 3 км северозападно и Граничак – на около 3,5 км на юг. На 6 – 7 км югозападно от селото е границата с Република Сърбия.
Село Струиндол е разположено в долината между две от възвишенията, спускащи се в посока североизток откъм югоизточната част на билото на планината Бабин нос, и по разлатите им склонове.
Населението на село Струиндол , наброяващо към 1934 г. 387 души, намалява – бързо до 150 към 1965 г., по-бавно – до 54 души към 1992 г. и към 2018 г. спада до 22-ма души.
Село Струиндол се намира в район на географското разпространение в Западна България на така наричания торлашки диалект.
Връзката на село Струиндол с общинския административен център се осъществява по общински път до село Вещица и оттам по третокласен републикански път до Белоградчик.

## История
През 1949 – 1950 година в района на селото действа малка горянска група, противопоставяща се на комунистическия режим.

## Население
Преброяване на населението през 2011 г.
Численост и дял на етническите групи според преброяването на населението през 2011 г.:
|                     | Численост | Дял (в %) |
| Общо                | 27        | 100,00    |
| Българи             | 14        | 51,85     |
| Турци               | 0         | 0,00      |
| Цигани              | 13        | 48,14     |
| Други               | 0         | 0,00      |
| Не се самоопределят | 0         | 0,00      |
| Неотговорили        | 0         | 0,00      |